# Carlos Wehrs
Carlos Wehrs (Niterói, 1927 — , Niterói, 2 de maio de 2021) foi um escritor, médico e historiador brasileiro, sócio emérito do Instituto Histórico e Geográfico Brasileiro (IHGB). Wehrs especializou-se em história regional do estado do Rio de Janeiro.

## Biografia
Descendente de alemães, Carlos Wehrs era bisneto de Cristiano Carlos Frederico Werhs; um alemão de Hamburgo que em 1859 chegou ao Brasil para fundar uma das mais tradicionais fábricas de piano do país, ele também editou o primeiro disco de Pixinguinha e os primeiros sucessos de Sinhô.
Em Niterói, sua cidade de nascimento, Carlos Wehrs estudou o primário na antiga Escola Alemã e o secundário no Ginásio Bittencourt Silva. Cursou a Faculdade Fluminense de Medicina, concluindo em 1950, já  em 1952 obtém o grau de Doutor em Medicina, tendo sido o primeiro conferido por aquela faculdade. Ainda em Niterói fez seu estagio no Hospital Orêncio de Freitas, no bairro do Barreto.
Muda-se para a cidade do Rio de Janeiro e, em 1956, é aprovado em Concurso público, passando a clinicar no então hospital do Instituto de Pensão e Aposentadoria dos Servidores do Estado-IPASE (atual Hospital Federal dos Servidores do Estado). Entre 1951 e 1956 foi médico assistente na maternidade da Pro Matre. Em São Paulo Wehrs foi sócio fundador da Sociedade Brasileira de História da Medicina.
Em 29 de novembro de 1989 foi eleito membro do Instituto Histórico e Geográfico Brasileiro (IHGB).

## Publicações
Sobre Niterói, antiga capital do estado do Rio de Janeiro escreveu os livros Niterói, cidade sorriso – a história de um lugar (1984); Niterói, ontem e anteontem (1986) ; Niterói, tema para colecionadores (1987), Capítulos da memória niteroiense (1ª edição 1989 e 2ª edição em 2002) e Niterói, Cidade Sorriso - Complemento Iconográfico (2018).
No livro O Rio antigo, pitoresco e musical, de 1980, falou sobre o Rio de Janeiro, música e memórias e diários de seu avô paterno. Ainda sobre história da música publica Meio Século de Vida Musical no Rio de Janeiro: 1889-1939 (1991)
Werhs deixou ainda outras obras de estudos históricos como "Machado de Assis e a Magia da Música" (1997), "O Rio Antigo - através dos escritos de Aluísio Azevedo" (1994), "O Canto do Cisne" (2010). Com Vicente Tapajós e Americo Jacobina escreve "Bicentenario de Tiradentes - Conferencias e Estudo" (1993).
Dedicados à medicina, publicou diversos trabalhos. Pelo seu "Apreciações sobre o diagnóstico da prenhez prolongada", recebeu o Prêmio Madame Durocher (medalha de ouro), da Academia Nacional de Medicina.